# 포인트 블랭크 (1967년 영화)
《포인트 블랭크》(영어: Point Blank)는 1967년 개봉한 미국의 범죄 영화이다. 존 부어먼이 감독을 맡았으며, 도널드 E. 웨스트레이크가 리처드 스타크 명의로 발표한 소설 〈더 헌터〉(1962)가 영화의 원작이다.
2016년 미국 의회도서관에 의해 문화적으로, 역사적으로, 미적으로 중요함을 인정받아 미국 국립영화등기부에 선정, 등재되었다.

## 출연진
- 리 마빈 - 워커 역
- 앤지 디킨슨 - 크리스 역
- 키넌 윈 - 요스트 역
- 캐럴 오코너 - 브루스터 역
- 로이드 보크너 - 프레더릭 카터 역
- 마이클 스트롱 - 스테그먼 역
- 존 버넌 - 맬 리스 역
- 샤론 애커 - 린 역
- 제임스 시킹 - 청부업자 역
- 샌드라 워너 - 종업원 역
- 로버타 헤인스 - 카터 부인 역

## 같이 보기
- 킬러 엘리트 (1975년 영화)